# The Door Between (film 1917)
The Door Between è un film muto del 1917 diretto da Rupert Julian. La sceneggiatura di Elliott J. Clawson si basa su Anthony the Absolute, romanzo di Samuel Merwin apparso a puntate su McClure's Magazine dal novembre 1913 al marzo 1914 per poi essere pubblicato come libro nel 1914.

## Trama
Archibald Crocker, ossessionato dalla gelosia per la moglie che lo ha abbandonato, la segue fino in Giappone. Lì, una sera, in una casa da geishe, incontra Anthony Ives Eckhart, uno scienziato che vuole studiare la musica orientale. Nel suo delirio da ubriaco, Crocker confessa a Eckhart che vuole uccidere sua moglie per vendicarsi di lei. Il giorno seguente, Eckhart lascia il Giappone per recarsi a Pechino. Mentre si trova in albergo, sente cantare nella camera accanto: la cantante ha una voce meravigliosa e lui si precipita nella stanza, entusiasta. Conosce così Eloise, che si rivela essere proprio la moglie di Crocker. Eckhart convince la donna a lavorare con lui: i due, a poco a poco, uniti dagli stessi interessi per la musica, si innamorano.
Avendo saputo che Crocker, sempre sulle tracce di Eloise, si trova a Pechino, Eckhart si reca da lui chiedendogli di concedere il divorzio alla moglie. L'altro accetta di considerare la proposta ma, poco dopo, ubriaco, si reca nell'albergo del suo rivale armato di coltello. Sulle scale, si scontra con Eckhart: lottando, Crocker cade rompendosi una gamba. Viene portato via ma gli resta il coltello in mano. Ripresosi, Crocker si uccide. Ora Eckhart ed Eloise sono liberi di amarsi.

## Produzione
Il film fu prodotto dall'Universal Film Manufacturing Company.

## Distribuzione
Il copyright del film, richiesto dalla Bluebird Photoplays, Inc., fu registrato il 20 novembre 1917 con il numero LP11735.
Distribuito dall'Universal Film Manufacturing Company, il film uscì nelle sale cinematografiche statunitensi il 18 novembre 1917.
Non si conoscono copie ancora esistenti della pellicola che viene considerata presumibilmente perduta.